# Highly Evolved
Highly Evolved é o álbum de estreia da banda australiana de rock de garagem The Vines, lançado em julho de 2002. Produzido por Rob Schnapf, Highly Evolved foi uma estréia imensamente popular, parte de uma tendência pós-punk-inspirado garagem de bandas conhecidas, tanto para o hype implacável da imprensa da música britânica como para a sua música, The Vines foram freqüentemente comparado ao Nirvana. O single de estréia, "Highly Evolved", foi escolhido como o Single da semana pela influente revista de música britânica New Musical Express. Também votaram como o segundo melhor álbum do ano em 2002. O álbum também foi incluído no livro "1001 Albums You Must Hear Before You Die".
Highly Evolved já vendeu até hoje mais de 2 milhões de cópias no mundo todo.

## Faixas
| N.º | Título           | Duração |  |
| 1.  | "Highly Evolved" | 1:35    |  |
| 2.  | "Autumn Shade"   | 2:17    |  |
| 3.  | "Outtathaway!"   | 3:02    |  |
| 4.  | "Sunshinin'"     | 2:43    |  |
| 5.  | "Homesick"       | 4:53    |  |
| 6.  | "Get Free"       | 2:06    |  |
| 7.  | "Country Yard"   | 3:46    |  |
| 8.  | "Factory"        | 3:12    |  |
| 9.  | "In The Jungle"  | 4:15    |  |
| 10. | "Mary Jane"      | 5:52    |  |
| 11. | "Ain't No Room"  | 3:28    |  |
| 12. | "1969"           | 6:27    |  |

### B-sides e faixas bónus
- "Sun Child" (Demo) - 4:06
- "Don't Go" - 2:52

## Pessoal

### Performance
- Craig Nicholls - Voz, Guitarra, Percussão, Piano ("Homesick"), cobertura de Pintura
- Patrick Matthews - Organ ("Autumn Shade," In The Jungle "), Baixo, Piano (" Mary Jane, Autumn Shade "," Factory ")
- Dave Oliffe - bateria em "Highly Evolved", "Autumn Shade", "Outtathaway", "radiante" Homesick "(outro only)," Country Yard "," Mary Jane "e" 1969 "
- Victor Indrizzo - bateria em "In the Jungle"
- Joey Waronker - bateria em "Get Free"
- Pete Thomas - bateria em "Factory", "não há espaço" e "Homesick" (excerpt)
- Roger Joseph Manning Jr. - Teclados ("Highly Evolved", "Outtathaway", "radiante" e Autumn Shade ")

### Produção
- Kevin Dean - Assistente
- Ted Jensen - Mastering
- Ethan Johns - percussão adicional ("Get" Free "Autumn Shade", "Fábrica" e "radiante")
- Rob Schnapf - guitarras adicionais ("County Yard", "Homesick", "Ain't No Room" e "Fábrica"), produção e mixagem
- Andrew Slater - produtor executivo
- Justin Stanley - Produtor ("In the Jungle")
- Andy Wallace - mistura ("Get Free")
- Doug Boehm - Engenheiro
- Steven Rhodes - percussão adicional ("Get" Free "Autumn Shade", "Fábrica" e "radiante"), engenharia adicional
- Tony Rambo - Engenheiro ("In the Jungle")
- Craig Conrad - Assistente

## Gravação e masterização
Highly Evolved foi gravado e mixado no Sound Factory e Sunset Sound Recorders em Hollywood, Califórnia. Foi gravado entre o tempo de julho de 2001 e fevereiro de 2002. Foi assistido por Craig Conrad, Dean Kevin Burden e Nathan. Get Free foi misturado em uma empresa, Burbank, Califórnia, e foi assistida por Brian Douglass. In The Jungle foi gravado no Sunset Sound Factory Sound Recorders, e foi assistida por Kevin Dean Craig e Conrad, respectivamente. Highly Evolved foi masterizado no Sterling Sound, New York City por Ted Jensen.

## Distinções, premiações e legado
Considerado, o álbum mais bem - sucedido do The Vines, Highly Evolved é até hoje considerado um álbum muito inovador e com críticas muito boas.Além disso, ele foi incluído na lista dos  100 Melhores Álbuns da Austrália, na posição 78, e na lista dos 1001 álbuns que você tem que ouvir antes de morrer.A canção Get Free, por exemplo, foi colocada como na 10 posição das 100 melhores músicas de 2002 no NME Awards 2003, da revista New Music Express, e a canção Highly Evolved, atingiu a posição 30 da lista.

## Paradas
- Australian ARIA Albums Chart:	5
- Billboard 200:	11[3]
- Top Internet Albums:	11
- UK Albums Chart:	3[4]